# Плазмоліз
Плазмоліз (від грец. plásma — виліплене, оформлене і грец. lýsis — розкладання, розпад) - відділення протоплазми від клітинної стінки і зменшення об'єму протопласта при зануренні клітини в гіпертонічний розчин.
Плазмоліз характерний для рослинних клітин, що мають міцну целюлозну стінку. Тваринні клітини при перенесенні в гіпертонічний розчин стискаються залежно від в'язкості протоплазми, від різниці між осмотичним тиском клітини і зовнішнього розчину, а отже від швидкості та ступеня втрати води протоплазмою. Розрізняють плазмоліз опуклий, увігнутий, судомний і ковпачковий. Іноді плазмолізовані клітини залишаються живими. При зануренні таких клітин у воду або гіпотонічний розчин відбувається деплазмоліз.
Характер плазмолізу залежить від ряду факторів: 
- від в'язкості цитоплазми;
- від різниці між осмотичним тиском внутрішньоклітинного і зовнішнього середовища;
- від хімічного складу і токсичності зовнішнього гіпертонічного розчину;
- від характеру та кількості плазмодесми;
- від розміру, кількості і форми вакуоль.

Плазмоліз по суті є протилежним процесу плазмоптизу.

## Методи оцінки

Вплив гіпертонічного, ізотонічного і гіпотонічного розчинів на клітину

Для порівняльної оцінки плазмолізу в тканинах існує два методи:
- Метод прикордонного плазмолізу
- Плазмометричний метод

Перший метод, розроблений Гуго де Фрізом в 1884 році, полягає в зануренні тканин в розчини з різною концентрацією KNO3, сахарози або інші осмотично активної речовини та встановлення тієї концентрації, при якій плазмолізується 50% клітин. При плазмолітичному методі після плазмолізу вимірюють відносний об'єм клітин і протопластів та по концентрації розчину обчислюють осмотичний тиск клітини (за відповідними формулами).